# Sa Zhenbing
Sa Zhenbing (ur. 1859, zm. 1952) – chiński polityk, w 1920 tymczasowy premier rządu Republiki Chińskiej.

## Życiorys
Urodził się w 1859 roku.
Sprawował tyczasowo urząd premiera Republiki Chińskiej od 14 maja 1920, kiedy to zastąpił na stanowisku Jin Yunpenga, przez trzy miesiące do 9 sierpnia 1920. Jego następcą został Jin Yunpeng.
Sa Zhenbing zmarł w 1952 roku.